# Поль Бельмондо

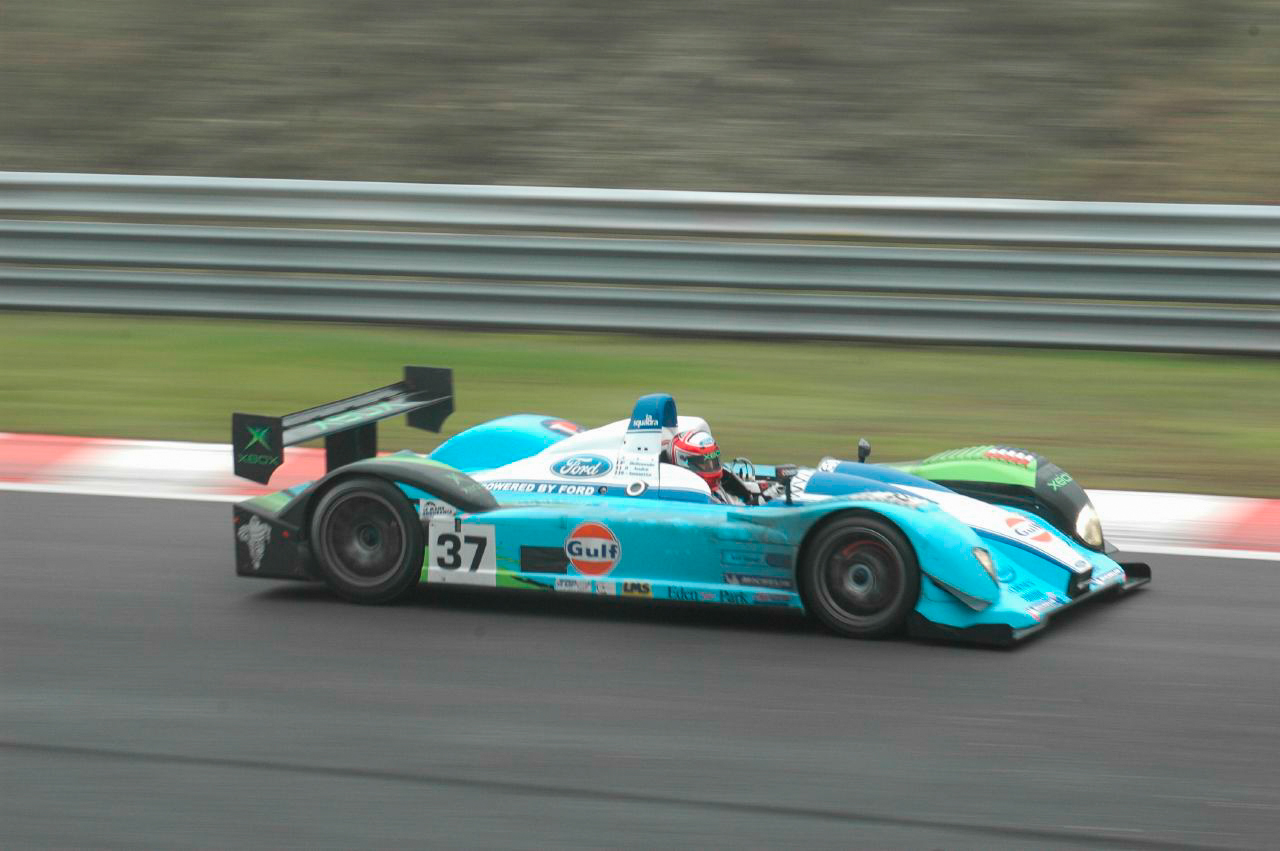
Поль Бельмондо у 2005 р. на перегонах 1000 км Спа

Поль Александр Бельмондо (фр. Paul Alexandre Belmondo, нар. 23 квітня 1963, Іль-де-Франс) — колишній пілот «Формули-1», син знаменитого французького актора Жана-Поля Бельмондо.

### Кар'єра пілота
Протягом 1987 бере участь у гонках Формули 3 та Формули 3000, хоча жодного разу не потрапляє на будь-яке з перших десяти місць чемпіонатів. У 1992 приєднується до команди Формули-1 Марк Інжиніринг як пілот на правах «пей-драйвера». Найвищим його досягненням у даній команді стало 9 місце на Гран-прі Угорщини. В цілому він кваліфікується 4 рази і після чого замінюється Емануелем Наспеті по причині фінансових труднощів. Через два роки Поль стає пілотом команди Пасіфік. В сезоні він кваліфікується на 2 гонках та показує менші результати ніж напарник Бертран Гашо.
Після цього Поль Бельмондо виступає у класі GT перегонів на автомобілі Chrysler Viper GTS-R.
Після 1994 засновує власну команду Paul Belmondo Racing, котра бере участь у серіях перегонів FIA GT Championship та European Le Mans Series до свого закриття у 2007.

### Особисте життя
Одружений з Луаною Бельмондо (з 1990). Має трьох дітей: синів Александро (1992), Віктора (1994) та Джакомо (1999).

### Цікаві факти
Поль Бельмондо є сином французького актора Жана-Поля Бельмондо та внуком скульптора Поля Бельмондо.
На початку 1980-х зустрічався з принцесою Монако Стефанією.